# Escrito judicial
El escrito judicial o presentación judicial es una clase de documento que debe utilizar cualquier persona que quiera participar en el proceso para formular peticiones al juez, ya sea en asuntos contenciosos o no contenciosos.
La regla general es que toda petición realizada ante un juez debe formularse por escrito, emanen o no de las partes directas del pleito, salvo las peticiones que se realicen en medio de una audiencia o en un procedimiento oral. En consecuencia, deben realizar sus peticiones por medio de escrito judicial las partes directas del juicio, los terceros, peritos, martilleros, árbitros, servicios públicos que respondan a oficios, secuestres, entre otros.

## Contenido de los escritos judiciales
El contenido de un escrito judicial varía según cada tipo de procedimiento y legislación. Sin embargo, habitualmente los ordenamientos jurídicos contemplan una serie de requisitos mínimos o básicos que debe contener todo escrito.
- Suma:

Corresponde a un resumen que se coloca en la parte superior del escrito, donde se indica brevemente la petición que se formula al tribunal.
- Tribunal ante el cual se presenta:

El escrito debe precisar además ante qué juzgado, tribunal, cámara o corte se presenta.
- Individualización:

El suscriptor del escrito debe identificarse por medio de su nombre, documento de identidad, domicilio, profesión o empleo, el rol o número del pleito, el objeto del pleito, el rótulo o carátula del mismo y bajo qué condición o calidad realiza la presentación (como demandante, demandado, recurrente, recurrido, solicitante o tercerista).
- Cuerpo del escrito:

Se trata del contenido propiamente tal de la presentación, donde deben indicarse con toda claridad los antecedentes de hecho y de derecho que existen sobre la cuestión y en que se funda la petición que se realiza al juez.
- Peticiones concretas que se formulan al tribunal:

Corresponde a las formulaciones que solicita, exige o reclama el suscriptor.
- Suscripción o firma del escrito:

La mayoría de las legislaciones tienen por no presentado todo escrito o presentación ante la justicia que carezca de firma.

## Clases de escritos judiciales

### Escritos de iniciación procesal
Se trata de aquellos escritos que tienen por objeto iniciar una acción.
- Demanda judicial
- Demanda reconvencional
- Tercería
- Querella
- Denuncia
- Solicitud de acto no contencioso

### Escritos de substanciación procesal
Se trata de aquellos escritos que sólo tienen por objeto dar curso progresivo al proceso, sin generar un incidente.
- Evacúa traslado
- Contesta la demanda
- Replica
- Duplica
- Solicitud de certificación de ministro de fe
- Solicitud de apercibimiento
- Delega poder
- Solicitud de apertura de término probatorio
- Solicitud de designación de perito
- Solicitud de oficio
- Solicitud de copia
- Acompaña documento
- Solicitud de citación a oír sentencia
- Solicitud de cumplimiento de sentencia
- Solicitud de embargo de bienes
- Solicitud de regulación de costas
- Giro de cheque

### Escritos de incidencia procesal
Se trata de aquellos escritos cuya petición genera un incidente.
- Medida precautoria
- Abandono de procedimiento
- Desistimiento
- Tercería
- Acumulación de procesos
- Impugnación de documento
- Incompetencia
- Recusación
- Solicitud de privilegio de pobreza

### Escritos de impugnación procesal
Se trata de aquellos escritos que tienen por objeto modificar una resolución judicial.
- Recurso de reposición
- Recurso de apelación
- Recurso de hecho
- Recurso de casación
- Recurso de revisión
- Nulidad procesal